# Eduard Reimann
Eduard Reimann (* 4. Januar 1833 in Dresden; † 10. November 1898 in Würzburg) war ein deutscher Schauspieler und Theaterintendant.

## Leben
Zunächst arbeitete Reimann als Schauspieler in den Rollen als jugendlicher Liebhaber und Bonvivant. Später war er Theaterdirektor der deutschen Bühnen in Troppau, Krakau, Linz und zuletzt von 1862 bis 1870 in Temeswar. Außerdem war er zwischendurch Direktor in Hermannstadt (Siebenbürgen). Wegen seiner häufigen Wechsel hatte man ihn in Fachkreisen einen „Zigeuner“ genannt.
Nach seiner Tätigkeit in Temeswar übernahm Reimann 1870 die Intendanz des 1805 eröffneten Würzburger Stadttheaters. Im Folgejahr 1871 wurde ihm auch die Intendanz des 1857 eröffneten Königlichen Kurtheaters Bad Kissingen übertragen. Diese Kombination war von offizieller Seite so vereinbart, da auf diese Weise das Ensemble des Würzburger Stadttheaters auch in den Monaten der Sommerpause in Bad Kissingen während der Kursaison beschäftigt werden konnte. Während Reimann sich in Temeswar noch mit großen Operetten, Opern und großen Ausstattungsstücken einen Namen gemacht hatte, zeigte er sich in Bad Kissingen, wo er gleichzeitig Unternehmer der Kurkapelle war, als Freund der Komödien, die in seinen Spielplänen etwa die Hälfte des Repertoires ausmachten. Möglicherweise entsprach er damit eher dem oberflächlicheren Unterhaltungsbedürfnis der Kurgäste.
Diese beiden Intendantenposten behielt Reimann in Personalunion fast 30 Jahre lang bis zu seinem Tod im Jahr 1898. Nachfolger wurde sein damals erst 27-jähriger Sohn, der Schauspieler  Otto Reimann.

## Orden und Ehrenzeichen
- Ritterkreuz des Herzoglich Sachsen-Ernestinischen Hausordens
- Ritterkreuz des Ritterordens von San Marino